# Список зір, які дивно тьмянішають

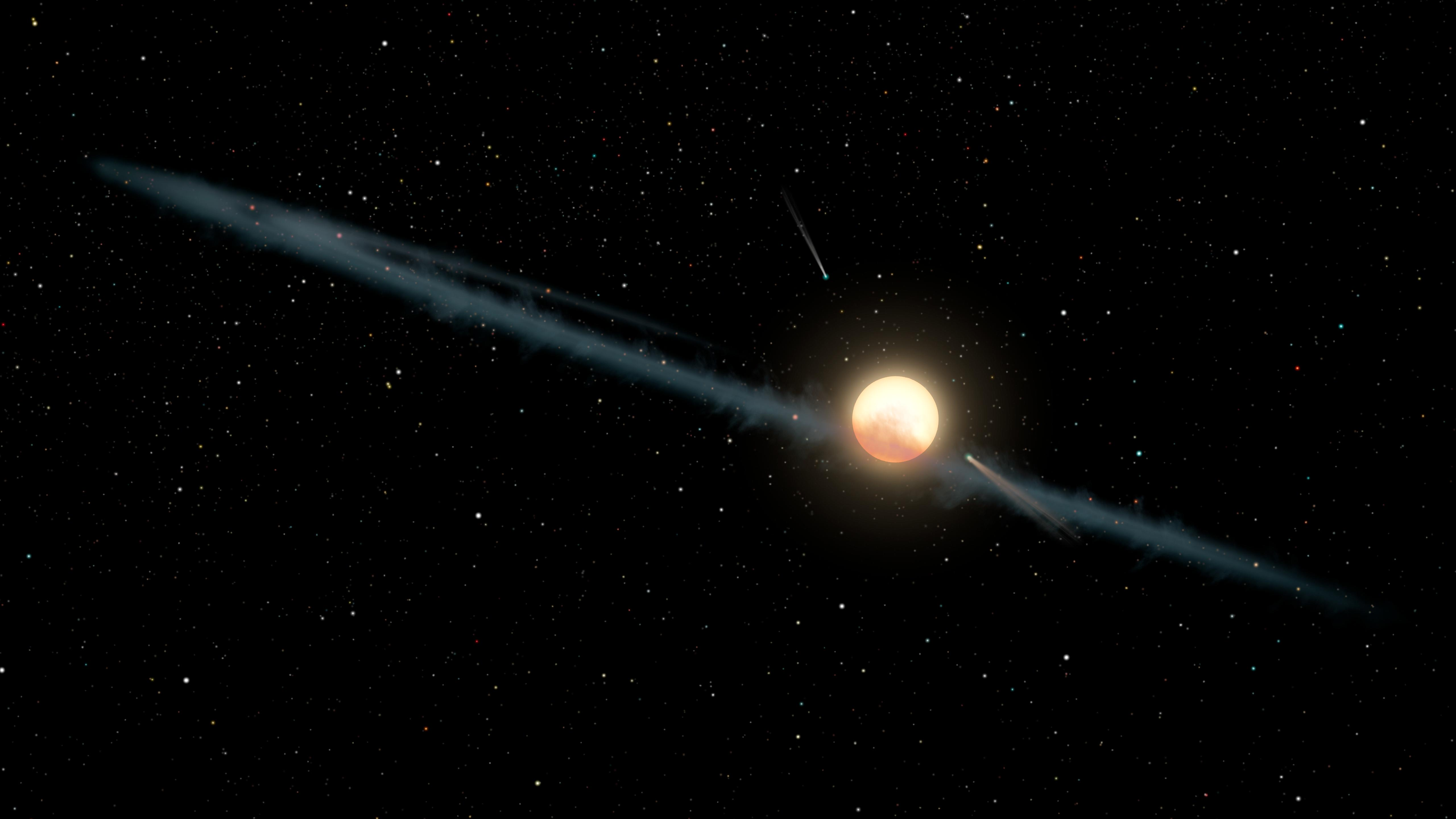
Уявлення художника про «нерівне кільце пилу», яке обертається довкола зорі Таббі (KIC 8462852)

Список зірок, які дивно тьмянішають — перелік зірок, спостереження яких показують атипове зменшення і збільшення яскравості; причини такої атипової поведінки не визначені або існують лише припущення.

## Перелік

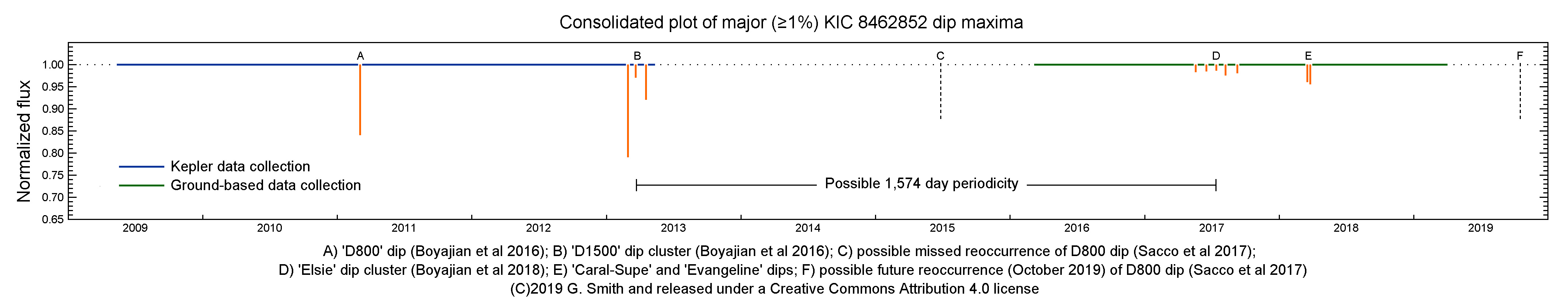
Зоря Таббі (KIC 8462852) — консолідований графік всіх відомих затемнень (21 травня 2019)

| Позначення зорі                           | Зоряний клас    | Зоряна величина | Зоряна величина | Пряме піднесення (J2000) | Схилення (J2000)  | Відстань (св.р.) | Причина затемнення                                            |
| Позначення зорі                           | Зоряний клас    | видима          | абсолютна       | Пряме піднесення (J2000) | Схилення (J2000)  | Відстань (св.р.) | Причина затемнення                                            |
| ----------------------------------------- | --------------- | --------------- | --------------- | ------------------------ | ----------------- | ---------------- | ------------------------------------------------------------- |
| 1SWASP J140747.93−394542.6                | K5 IV(e) Li     | 12.31           | —               | 14г 07х 47.93с           | -39° 45′ 42.7″    | 434              | Планета з гігантською системою кілець                         |
| ASASSN-V J213939.3-702817.4               | F0V             | g~12.95–14.22   | 2.5             | 21г 39х 39.3с            | -70° 28′ 17.4″    | 3630             | Невідомо                                                      |
| EPIC 204278916                            | M1              | 13.7            | —               | 16г 02х 07.576с          | -22° 57′ 46.89″   | —                | Пиловий диск                                                  |
| EPIC 204376071                            | M               | —               | —               | 16г 04х 10.1267с         | -22° 34′ 45.5503″ | 440              | Можливо планета-гігант або коричневий карлик з кільцями       |
| HD 139139 (EPIC 249706694)                | G3/5V           | 9.84; 9.677     | —               | 15г 37х 06.215с          | -19° 08′ 32.96″   | 350 572          | Невідомо                                                      |
| KH 15D                                    | K7              | 15.5–21.5       | 6.226           | 06г 41х 10.31с           | +09° 28′ 33.2″    | 773              | Можливо диск довкола подвійної системи                        |
| KIC 4150611 (HD 181469)                   | Пульсатор/K/M/G | —               | —               | 19г 18х 58.21759с        | +39° 16′ 01.7913″ | —                | Зоряна система з 5 зір                                        |
| PDS 110                                   | keF6 IVeb       | 10.422          | 2.54            | 05г 23х 31.008с          | –01° 04′ 23.68″   | 1090             | Можливо планета-гігант або коричневий карлик з пиловим диском |
| Зоря Пшибильського (HD 101065)            | F3 Ho           | 7.996–8.020     | —               | 11г 37х 37.04110с        | −46° 42′ 34.8754″ | 355              | Доля лантанідів у 1 000-10 000 разів вища, ніж у Сонця        |
| RZ Риб                                    | K0 IV           | 11.29–13.82     | —               | 01г 09х 42.056с          | +27° 57′ 1.95″    | 550              | Значна маса газу та пилу, можливо від розірваної планети      |
| Зоря Таббі (KIC 8462852)                  | F3V             | 11.705          | 3.08            | 20г 06х 15.4527с         | +44° 27′ 24.791″  | 1470             | Невідомо                                                      |
| VVV-WIT-07                                | —               | 14.35–16.164    | —               | 17г 26х 29.387с          | -35° 40′ 6.20″    | 23000/?          | Невідомо                                                      |
| WD 1145+017 (EPIC 201563164)              | DB              | 17.0            | —               | 11г 48х 33.63с           | +01° 28′ 59.4″    | 570              | Пиловий диск                                                  |
| ZTF J0139+5245 (ZTF J013906.17+524536.89) | DA              | 18.4            | —               | 01г 39х 06.17с           | +52° 45′ 36.89″   | 564              | Пиловий диск                                                  |